# Asceua japonica
Asceua japonica là một loài nhện trong họ Zodariidae.
Loài này thuộc chi Asceua. Asceua japonica được Friedrich Wilhelm Bösenberg & Embrik Strand miêu tả năm 1906.